# Gorch Fock I
Pour les articles homonymes, voir Gorch Fock.
Le Gorch Fock, connu entre 1949 et 2003 comme le Tovarichtchi russe, est un trois-mâts barque construit en 1933 par les chantiers Blohm & Voss de Hambourg.

Il fut l'un des voiliers école de la Kriegsmarine avec ses sister-ships : l'ex-Horst Wessel devenu l'Eagle américain, l'ex-Albert Leo Schlageter devenu le Sagres II portugais et le Mircea commandé par la marine roumaine.
Comme son sister-ship, le Gorch Fock II construit en 1958 par la Deutsche Marine, il fut ainsi nommé en l'honneur de l'écrivain allemand Johann Kinau qui écrivait sous le pseudonyme « Gorch Fock », marin qui servait à bord du croiseur Wiesbaden et qui fut tué à la bataille du Jutland en 1916.
Les deux bateaux nommés Gorch Fock sont quelquefois distingués en ajoutant des numéros (I et II) ou entre parenthèses les années de leurs lancements (1933 / 1958) derrière leurs noms (p.ex. Gorch Fock I), mais ces distinctions ne font pas partie des noms officiels des deux bâtiments.

## Histoire

### Marine allemande
Après la perte du navire-école Niobe, un quatre-mâts barque ayant chaviré le 26 juillet 1932 en mer Baltique près de Fehmarn, la marine allemande commanda un nouveau voilier. La construction commença le 2 décembre 1932, pour être achevée en seulement 100 jours.
Le lancement du Gorch Fock eut lieu le 3 mai 1933. Il servit comme navire-école jusqu'en 1939.
Le navire fut conçu pour être particulièrement robuste et sûr contre le chavirage : plus de 300 tonnes d'acier de ballast dans la quille lui donnent une capacité de redressement suffisante pour le ramener en position verticale, même si la gîte est proche de 90°.
Au cours de la Seconde Guerre mondiale, il resta en stationnement à Stralsund, jusqu'à ce qu'il soit transféré vers l'île de Rügen, en avril 1944, pour reprendre des missions de formation en mer Baltique.
Revenu à Straslund, le Gorch Fock, pour éviter sa capture par les troupes soviétiques, est sabordé le 30 avril 1945 dans le port.

### Marine soviétique
Au titre des dommages de guerre, l'Union soviétique se voit néanmoins attribuer le Gorch Fock. Il est renfloué en juin 1947 et subit d'énormes travaux de réfection de 1948 à 1950 au chantier naval Neptun de Rostock, puis à Wismar où il prend le nom de Tovarichtchi (« camarades » en russe) en 1949.
Le Tovarichtchi est envoyé à Odessa qui devient son port d'attache. Il reprend son rôle de navire-école, pour la marine soviétique, en 1951. En 1957, il entreprend un tour du monde et participe à de nombreux Tall Ships' Races, qu'il gagne en 1974 et 1976.

### Marine ukrainienne
Après la dislocation de l'URSS en 1991, le Tovarichtchi  hisse le pavillon de l'Ukraine. Son port d'attache fut alors Kherson sur le Dniepr jusqu'en 1993, date à laquelle il est désactivé pour vétusté en raison du manque de fonds.

### Musée flottant
En 1995, le Tovarichtchi navigue une dernière fois sous ce nom jusqu'aux chantiers navals anglais de Newcastle upon Tyne où des bailleurs de fonds privés envisageaient sa réparation, mais le montant du devis fait échouer l'entreprise et quatre ans plus tard le bateau, en mauvais état, est transporté à Wilhelmshaven en Allemagne, avec le soutien de l'association allemande « Tall Ship Friends », pour devenir le navire amiral de l'Exposition universelle de 2000. Il y subit des travaux de réparation et reste à quai encore quatre ans avant d'être définitivement transféré à Stralsund en 2003. Le 29 novembre de cette année, il retrouve son nom d'origine Gorch Fock mais n'est plus en état de naviguer et c'est désormais un navire musée.